# Helia exsiccata
Helia exsiccata là một loài bướm đêm trong họ Erebidae.